# V Sport Football
V Sport Football är en skandinavisk betalkanal för fotboll inom Viasats Sportkanaler. Kanalen finns även tillgänglig i HD-format, då kallad Viasat Fotboll HD. Matchval kan ibland skilja mellan Viasat Fotboll och Viasat Fotboll HD. Kronjuvelerna bland deras rättigheter är Champions League, Premier League och Bundesliga. När flera matcher spelas samtidigt sänds huvudmatchen på Viasat Sport Premium HD och övriga matcher på Viasat Fotboll, Viasat Fotboll HD, Viasat Sport, Viasat Sport HD 
och Viasats extrakanaler. I enstaka fall sänds även matcher på TV3 och TV10.

## Lansering
Kanalen startades efter en rad fotbollsprofiler som Ola Wenström, Glenn Strömberg och 
Ola Andersson anställts. Dåvarande chefen för Viasats Sportkanaler Per Tellander förklarade att en betalkanal var nödvändig för att finansiera detta. Lanseringen väckte blandade reaktioner på diverse forum på internet. Vissa menade att en satsning var nödvändig, medan andra irriterade sig över att UEFA Champions League flyttades från gratiskanalen TV6 och de befintliga kunderna fick en stor prishöjning på abonnemanget.

## Premier League till Viasat
I mars 2010 meddelades att Viasat från och med kommande höst skulle ta över rättigheterna till Premier League från C More (dåvarande Canal Plus). Rättighetsförvärvet innebar att både Premier League och Champions League fanns på samma kanal vilket fick rekordmängder att ansluta sig till Viasat.
Den 13 februari 2013 blev det även klart att Viasat förvärvat rättigheterna till FA-cupen, Ligacupen, The Championship och engelska landslagets matcher - dessa kommer dock främst sändas på systerkanalen TV10. 

## Medarbetare
I maj 2009 fick kommentatorn Glenn Hysén lämna sitt uppdrag. Beslutet fick stor uppmärksamhet i kvällstidningarna. Själv menade Hysén att det var tråkigt att sluta då han trivdes på sitt jobb. Även Johan Mjällby fick sluta. Sedan tidigare hade en annan profil, Åke Unger fått lämna kanalen då han ansågs sitta på två stolar när han var agent för vissa handbollsspelare han skulle bevaka.
Sändningarna från Premier League leds från studion på Ringvägen i Stockholm. Jennifer Kücükaslan är frekvent programledare med Erik Niva och Bojan Djordjic bland andra som experter. Expertkommentatorn Glenn Strömberg tillhör också medarbetarlaget.

### Viasat fotbollslaguppställning 2020/2021
- Kanalchef: Per Nunstedt
- Programledare: Ola Wenström, Niklas Jihde
- Kommentatorer: Henrik Strömblad ,Robert Tennisberg, Anders Bjuhr, Claes Andersson, Pelle Bäckman, Lars Sandberg och Niklas Holmgren.
- Experter: Lars Lagerbäck, Bojan Djordjic, Glenn Strömberg, Erik Niva, Johanna Frisk, Martin Åslund och Jonas Olsson.
- Reporter/programledare: Jennifer Kücükaslan